# La veglia delle aquile
La veglia delle aquile (A Gathering of Eagles) è un film del 1963 diretto da Delbert Mann.
È un film drammatico a sfondo sentimentale statunitense con Rock Hudson, Rod Taylor, Mary Peach, Barry Sullivan e Kevin McCarthy.

## Trama
John Caldwell è un colonnello dell'aviazione americana, al quale i superiori affidano un compito delicato e di grande responsabilità: il colonnello Caldwell deve comandare e supervisionare le attività di una importante base nei pressi di San Francisco sede di uno storno del SAC, lo Strategic Air Command dell'aviazione americana, sostituendo il precedente comandante sotto il cui comando la base non aveva superato una ispezione a sorpresa per monitorare lo stato di prontezza della base nel lanciare contro attacchi aerei e missilistici in caso di emergenza. Infatti Caldwell è chiamato a valutare e migliorare il lavoro dei bombardieri B-52 che si esercitano duramente sul campo, pronti a entrare in azione nell'eventualità drammatica dell'esplosione di una terza guerra mondiale.
Per il colonnello pluridecorato, che crede nel codice dell'aviazione americana, è davvero un onore. Ma Caldwell prende fin troppo sul serio questo compito: improvvisamente diventa severo, intransigente, intollerante e irascibile, a tratti odioso. Il suo atteggiamento provoca le ire degli ufficiali con i quali lavora e fa andare in collera anche i subalterni, che si ribellano in massa. Soprattutto viene severamente trattato il suo secondo colonnello Farr, da lui accusato di favorire l'inefficienza della base a causa del suo atteggiamento amichevole con i sottoposti. Ritenendolo responsabile dell'inefficienza della base decide di licenziarlo e mandarlo via all' arrivo di un sostituto. Caldwell incontra anche le resistenze della moglie Vittoria, che lo affronta a viso aperto e minaccia di lasciarlo e chiedere il divorzio, se lui non cambierà atteggiamento. Dopo incomprensioni e tensioni, la situazione evolve in modo inaspettato perché, dopo aver tanto lottato per il perfezionamento dell'efficienza per una prontezza operativa, John Caldwell di trova fuori dalla base proprio mentre arriva l'ispezione a sorpresa e la base viene isolata. In questa circostanza il controllo e la responsabilità vengono gestiti in modo ottimale e decisionale da Farr, nonostante sia pronto a lasciare. La valutazione ha esito positivo e Caldwell capisce di aver esagerato e ritorna sui suoi passi, con buona pace della moglie e dei colleghi.

## Produzione
Il film, diretto da Delbert Mann su una sceneggiatura di Robert Pirosh con il soggetto di Sy Bartlett, fu prodotto dallo stesso Bartlett per la Universal International Pictures e girato negli Universal Studios a Universal City e nella Beale Air Force Base a Marysville in California. L'addetto agli effetti sonori Robert L. Bratton ottenne una nomination agli Oscar del 1964.

## Distribuzione
Il film fu distribuito con il titolo A Gathering of Eagles negli Stati Uniti dal 21 giugno 1963 (première a Chicago) al cinema dalla Universal Pictures.
Altre distribuzioni:
- in Francia il 14 agosto 1963 (Le téléphone rouge)
- in Giappone il 21 settembre 1963
- in Svezia il 28 ottobre 1963
- in Danimarca il 7 novembre 1963 (Himlens vovehalse)
- in Finlandia il 31 gennaio 1964 (Kotkat kokoontuvat)
- in Turchia il 20 aprile 1965
- in Brasile (Águias em Alerta)
- in Cile (Aguilas al acecho)
- in Germania Ovest (Der Kommodore)
- in Spagna (Nido de águilas)
- in Grecia (O aetos tou San Diego)
- in Ungheria (Sasok gyülekezete)
- in Italia (La veglia delle aquile)

## Critica
Secondo il Morandini il film è "piattamente propagandistico" e si segnalano solo la "dimensione documentaria e le riprese in volo".

## Promozione
La tagline è: "The Red Phone... His Mistress... Her Rival... Hurling Him to the Edge of Space... Freezing Her Love on the Edge of Time!".